# Slaget vid Pastrengo (1848)
Slaget vid Pastrengo var ett fältslag under första italienska frihetskriget som ägde rum den 30 april 1848. Slaget stod vid byn Pastrengo i Lombardiet mellan en österrikisk armé på 7-8 000 man under fältmarskalken Josef Radetzky och en sardinsk på 14 000 man, ledd av den sardinske kungen Karl Albert. De underlägsna österrikarna besegrades med en förlust av över 500 man i döda, sårade och krigsfångar. Den sardinska segern fick dock ingen betydelse för krigets utgång. 